# Ivan Heimschild
Ivan Heimschild (* 5. März 1980 in Martin) ist ein ehemaliger slowakischer Skirennläufer.

## Karriere
Sein erstes FIS-Rennen bestritt Heimschild im Dezember 1995. Bis März 2008 nahm er an fast 300 dieser Rennen teil und feierte 16 Siege. Im Europacup startete der Slowake erstmals am 23. Februar 1997. Einen Tag später erreichte er im Slalom von Krompachy mit Rang 28 sein bestes Ergebnis. Von März 2000 bis Dezember 2006 nahm Heimschild an insgesamt 26 Rennen im Weltcup teil, erreichte aber nie die Punkteränge. Sein bestes Resultat war der 41. Platz im Super-G von Garmisch-Partenkirchen am 1. Februar 2004.
Heimschild nahm von 2001 bis 2007 an vier Weltmeisterschaften in insgesamt 16 Rennen teil und erreichte dabei als bestes Resultat den 20. Rang im Slalom von Åre 2007. Bei seinen beiden Olympiateilnahmen 2002 in Salt Lake City und 2006 in Turin war sein bestes Ergebnis ein 24. Rang in der Kombination von Salt Lake City. Von 1999 bis 2007 gewann Heimschild sechs slowakische Meistertitel.

## Sportliche Erfolge

### Olympische Winterspiele
- Salt Lake City 2002: 24. Kombination, 28. Super-G, 47. Abfahrt
- Turin 2006: 25. Kombination, 26. Slalom, 46. Super-G

### Weltmeisterschaften
- St. Anton 2001: 27. Abfahrt, 28. Slalom, 39. Super-G
- St. Moritz 2003: 30. Kombination, 37. Super-G, 38. Slalom, 41. Abfahrt
- Bormio 2005: 37. Slalom, 44. Riesenslalom, 51. Super-G
- Åre 2007: 20. Slalom, 27. Super-Kombination, 35. Riesenslalom, 36. Super-G

### Juniorenweltmeisterschaften
- Megève 1998: 37. Slalom, 54. Abfahrt, 70. Riesenslalom
- Pra Loup 1999: 23. Super-G, 37. Slalom, 46. Riesenslalom, 54. Abfahrt
- Québec 2000: 18. Super-G, 38. Slalom, 45. Abfahrt

### Europacup
- eine Platzierung unter den besten 30

### Weitere Erfolge
- 6-facher slowakischer Meister:
  - Slalom: 2007
  - Riesenslalom: 2000, 2006
  - Super-G: 2005, 2006
  - Abfahrt: 1999
- 16 Siege in FIS-Rennen (8× Slalom, 6× Riesenslalom, 2× Super-G)
- 3. Platz im Super-G bei der Universiade 2003